# تنسيق موقع

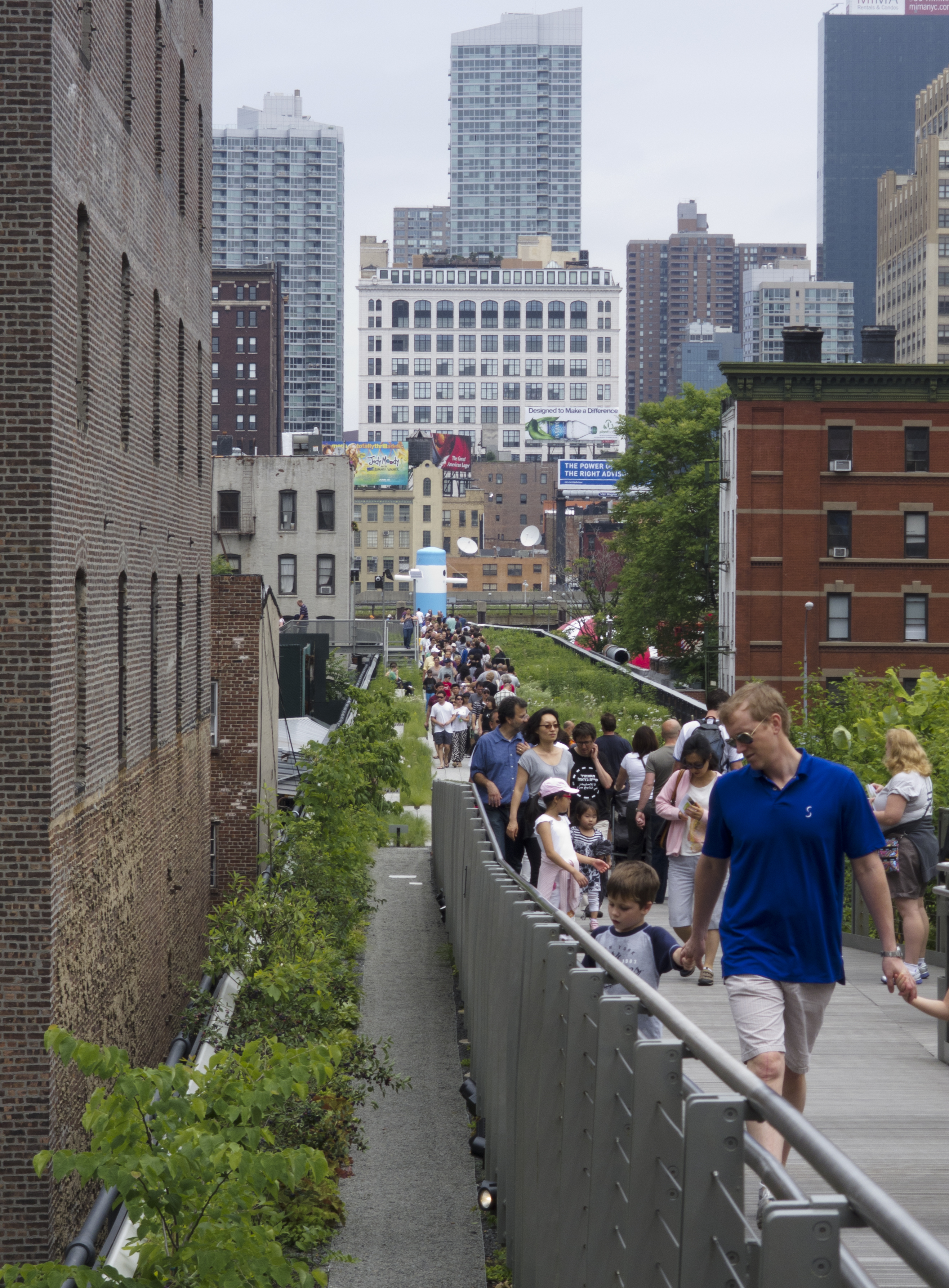
ممشى مرفوع استغل خط سكة حديد غير مستعمل في مدينة نيويورك وقد نُسّق لتجميل البيئة الحضرية

تنسيق المواقع ويعرف ايضاً بتخصص عمارة البيئة( Landscape Architecture) حيث يهدف إلى تكامل البيئة الحضرية وترابطها بما يخدم الاحتياجات الإنسانية ليتفاعل الإنسان مع البيئة الطبيعية والمبنية بشكل متوازن.
هدف تنسيق المواقع( عمارة البيئة landscape Architecture) تكوين وتنسيق الفراغات الخارجية بجميع مقاييسها وأنواعها مثل حديقة المنزل ، حديقة الحي ، منتجع سياحي تصميم وتخصطيط بيئي وغيرها . ويقوم معماريو البيئة landscape Architects باختيار كيفية تشكيل الأرض واختيار ما يلائم من النباتات ومواد الرصف وفرش الشوارع، والمسطحات المائية، مستعينون بمختلف العلوم العمرانية والتي تضم الهندسة المعمارية والعلوم الزراعية والفنون التشكيلية وغيرها، من أجل تنسيق العناصر المعمارية والتراسات والساحات والممرات ومواقف السيارات والصرف والإضاءة واللافتات. كل ذلك من أجل تحقيق السلامة العامة والصورة الحسية الأمثل. والعناصر الأساسية لتنسيق المواقع هي:
- تصميم الموقع العام
- تهيئة الموقع
- تصميم النباتات
- تصميم العناصر المعمارية الحدائقية مثل البرجولات.
- اختيار المواد للارضيات
- بنية الموقع
- المياه